# Каньо (провінція Комо)
Каньо (італ. Cagno) — муніципалітет в Італії, у регіоні Ломбардія, провінція Комо.
Каньо розташоване на відстані близько 530 км на північний захід від Рима, 45 км на північний захід від Мілана, 13 км на захід від Комо.
Населення — 2032 особи (2014).
Щорічний фестиваль відбувається 29 вересня. Покровитель — святий Архангел Михаїл.

## Демографія
Населення за роками:

Станом на 31 грудня 2014 року в муніципалітеті офіційно проживали 54 іноземці з 20 країн, серед них 15 громадян країн Євросоюзу та 8 громадян України.

## Сусідні муніципалітети
- Альбіоло
- Кантелло
- Мальнате
- Родеро
- Сольб'яте
- Вальмореа